# Timarion

Timarion, ou Sur ses souffrances (en grec Τιμαρίων, ἢ Περὶ τῶν κατ' αὐτὸν παθημάτων) est une œuvre satirique de la littérature byzantine, inspirée de Lucien, dont ni l'auteur ni même l'époque de composition (sans doute le XIIe siècle) ne sont établis avec certitude.

## Résumé
Le texte se présente comme un dialogue entre Timarion et son ami Cydion : ils se rencontrent à Constantinople et le second demande au premier d'expliquer sa longue absence. L'essentiel est ensuite le récit de Timarion, rarement interrompu par les réactions de Cydion. Timarion s'est rendu à Thessalonique pour assister à la fête de saint Démétrios, qui était l'occasion d'une foire près de la ville. Le voyage aller est une suite de réceptions chez des connaissances habitant sur la route. Après l'arrivée à Thessalonique suivent la description de la foire près des portes de la ville, celle de la procession en l'honneur de saint Démétrios, puis un long éloge du gouverneur de la ville, qui préside magnifiquement la cérémonie. Cette première partie, intéressante historiquement, représente dix paragraphes sur les quarante-sept. De retour à l'auberge, Timarion est saisi par une fièvre qui le tourmente toute la nuit. Le lendemain, il n'en reprend pas moins le chemin de Constantinople, mais son état s'aggrave, d'autant plus qu'il jeûne depuis vingt jours, et arrivé au bord de l'Hèbre il doit faire halte. Alors qu'il a fini par s'endormir, deux démons, Oxybas et Nyction, fondent sur son lit depuis les airs et diagnostiquent sa mort d'après le fait qu'il aurait perdu toute sa bile, l'une des quatre humeurs. Ils emportent son âme à travers les airs et la conduisent dans l'Hadès, qui est décrit selon le modèle de l'Antiquité païenne. Là, Timarion rencontre plusieurs personnes (un mystérieux vieillard se nourrissant de porc au chou et entouré de rats, puis l'empereur Romain Diogène dont les malheurs lui sont racontés). Il tombe ensuite sur son ancien professeur, le sophiste et philosophe Théodore Smyrnaios, lui explique dans quelles circonstances il s'est retrouvé aux Enfers, et lui demande d'obtenir des juges qu'il puisse retourner dans le monde des vivants. Théodore accepte de plaider sa cause. Le tribunal est composé d'Asclépios, d'Hippocrate, d'Érasistrate, de Minos, d'Éaque et de l'empereur Théophile (qui avait laissé à Byzance le souvenir d'un grand justicier). Théodore a bon espoir de gagner la cause car Galien, occupé à compléter son livre Sur les fièvres, est absent. Ensuite Timarion et Théodore traversent les Champs Élysées, puis arrivent devant le tribunal. Après un premier échange entre les parties (Théodore d'un côté, Oxybas et Nyction de l'autre), l'audience est ajournée à cause de l'absence des médecins-juges. Le troisième jour au chant du coq, ils sont reconduits devant le tribunal. Le débat porte sur les dogmes de la médecine, que Théodore connaît parfaitement, et il emporte le verdict face aux médecins-juges ridiculisés, en soutenant que la bile perdue par le corps de Timarion n'était pas vraiment la bile élémentaire. Parmi les assistants du tribunal il y a le « sophiste de Byzance » (ὁ Βυζάντιος σοφιστής), qui s'exprime « en bafouillant un peu » (ὑποψελλίζων), un jeu de mots qui permet de reconnaître Michel Psellos. Après le verdict, Théodore et Timarion vont passer la nuit dans la résidence des sages. Ils y rencontrent les philosophes et savants de l'Antiquité et aussi Jean Italos, tenu en suspicion par Pythagore parce qu'il ne veut pas quitter le vêtement de chrétien. Le lendemain matin, Timarion prend congé de Théodore, retraverse les Enfers en apercevant quelques personnages historiques, puis rentre dans son corps qui gît toujours près de l'Hèbre, et reprend le chemin de Constantinople.

## Analyse
Le Timarion apparaît d'abord comme une satire visant les théories médicales, et ridiculisant les autorités antiques en la matière. C'est sans doute aussi un texte à clefs, destiné peut-être à un milieu particulier (les disciples de Théodore Smyrnaios ?), et dont nous ne comprenons probablement pas toutes les allusions. L'un des aspects déconcertants est l'absence apparente d'unité entre la première partie consacrée à la fête de saint Démétrios à Thessalonique, et la seconde, plus longue, qui relève du genre d'origine antique de la descente aux Enfers. D'autre part, le curieux mélange fait entre paganisme et christianisme semble inclure des éléments d'ironie vis-à-vis de cette dernière religion : les « Galiléens » ne sont qu'une partie de la population des Enfers, et ce sont les païens qui ont le pouvoir ; de plus, cette descente de trois jours aux Enfers paraît faire écho à celle du Christ entre la Passion et la Résurrection. On a conservé une critique de l'œuvre par Constantin Acropolite, dénonçant ce qu'il considère comme de la fantaisie impie.
La plupart des spécialistes situent la composition du texte au XIIe siècle, sans doute dans la première moitié. Pour l'auteur, les avis sont beaucoup plus partagés : une hypothèse consiste à identifier l'auteur comme « Timarion » ; une autre parle de Théodore Prodrome ; une autre du médecin et poète Nicolas Calliclès (v. 1080-v. 1150) ; une autre du rhéteur, professeur de médecine, puis métropolite de Philippopolis Michel Italikos (v. 1090-† peu avant 1157). Certains jugent oiseuses ces tentatives d'identifier l'auteur.

## Édition
- Roberto Romano (éd.), Pseudo-Luciano. Timarion seu de passionibus ejus, grec et italien, Naples, 1974.
- Roberto Romano (éd.), La satira bizantina dei secoli XI-XV, Turin Unione Tipografica, coll. Classici Greci, 1999.
- Anonim Bir Bizans Hicvi Timarion, çev: Engin Öztürk, Istanbul: Urzeni, 2020.